# Isak Samokovlija

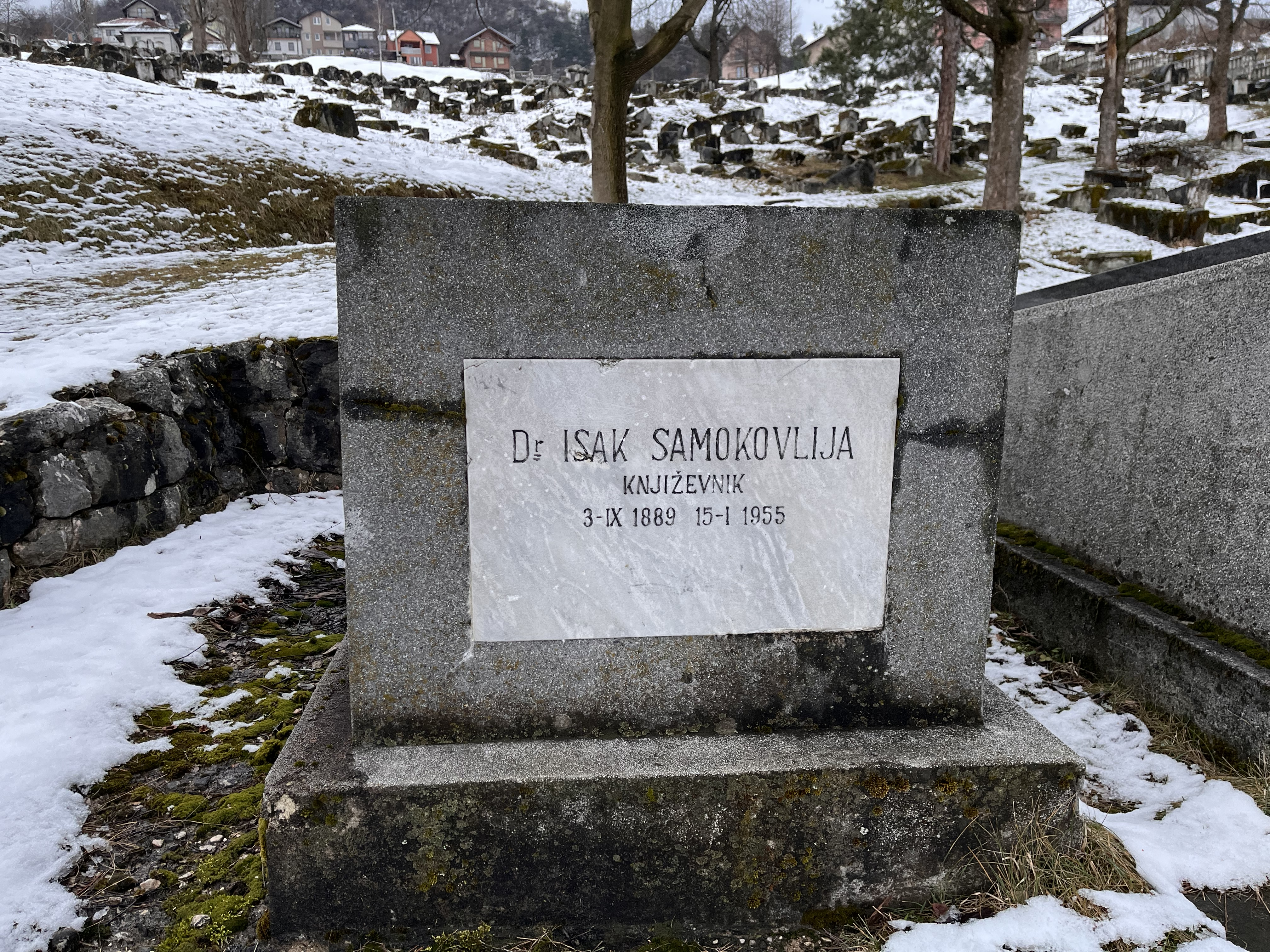
La tomba di Samokovlija nel cimitero di Sarajevo

Isak Samokovlija (Goražde, 3 settembre 1889 – Sarajevo, 15 gennaio 1955) è stato uno scrittore bosniaco ebreo, medico di professione. Le sue storie descrivono la vita degli ebrei sefarditi bosniaci.

## Biografia
Nacque in una famiglia ebrea sefardita a Goražde, in Bosnia ed Erzegovina, durante l'occupazione austro-ungarica. Mentre una parte della sua famiglia proveniva dalla Spagna per l'espulsione degli ebrei nel XV secolo, "il suo bisnonno si trasferì in Bosnia dalla città di Samokov in Bulgaria", che portò al cognome Los Samokovlis in ladino o Samokovlija in bosniaco.
Dopo aver completato la scuola elementare, Samokovlija è andato a Sarajevo. Ha frequentato il liceo con Ivo Andrić, il primo jugoslavo a vincere il premio Nobel per la letteratura. Dopo essersi diplomato al liceo nel 1910, ricevette una borsa di studio dall'organizzazione benefica ebraica locale La Benevolencija per studiare medicina a Vienna. Successivamente lavorò come medico nelle città di Goražde e Fojnica (1921 - 1925) prima di iniziare un lavoro regolare presso l'ospedale Koševo di Sarajevo nel 1925.
All'inizio della seconda guerra mondiale, era capo reparto presso l'ospedale Koševo. Nell'aprile del 1941 fu dimesso dal servizio insieme ad altri ebrei, ma fu mobilitato come medico per combattere un'epidemia di tifo. Riuscì a fuggire dalla Jugoslavia solo nel 1945, ed a nascondersi fino a quando il paese non è stato liberato. Dopo la fine della seconda guerra mondiale, ricoprì vari incarichi nei circoli letterari bosniaci e jugoslavi. Dal 1948 al 1951 diresse la rivista Brazda e poi, fino alla morte, fu redattore presso la casa editrice Svjetlost.
Il suo primo racconto, Rafina avlija, fu pubblicato nel 1927 e due anni dopo uscì la sua prima raccolta di racconti, Od proljeća do proljeća. Molte delle sue storie sono state trasformate in film per la televisione e il suo libro Hanka è stato trasformato in un film con lo stesso nome diretto da Slavko Vorkapić nel 1955. Non visse abbastanza per vedere questo film, morì all'età di 65 anni nel gennaio 1955. Fu sepolto nel vecchio cimitero ebraico sulle pendici del monte Trebević, vicino a Sarajevo.

## Opere
- Rafina avlija, 1927
- Od proljeća do proljeća , 1929
- Nosač Samuel, 1946
- Solomunovo slovo, 1949
- Hanka
- Plava Jevrejka
- On je lud
- Fuzija
- Tragom života
- Đerdan
- Priča o radostima